# 조아키노 콜롬보
조아키노 콜롬보(이탈리아어: Gioacchino Colombo, 1903년 1월 9일~1988년 4월 24일)는 이탈리아의 자동차 엔진 디자이너이다.

## 생애

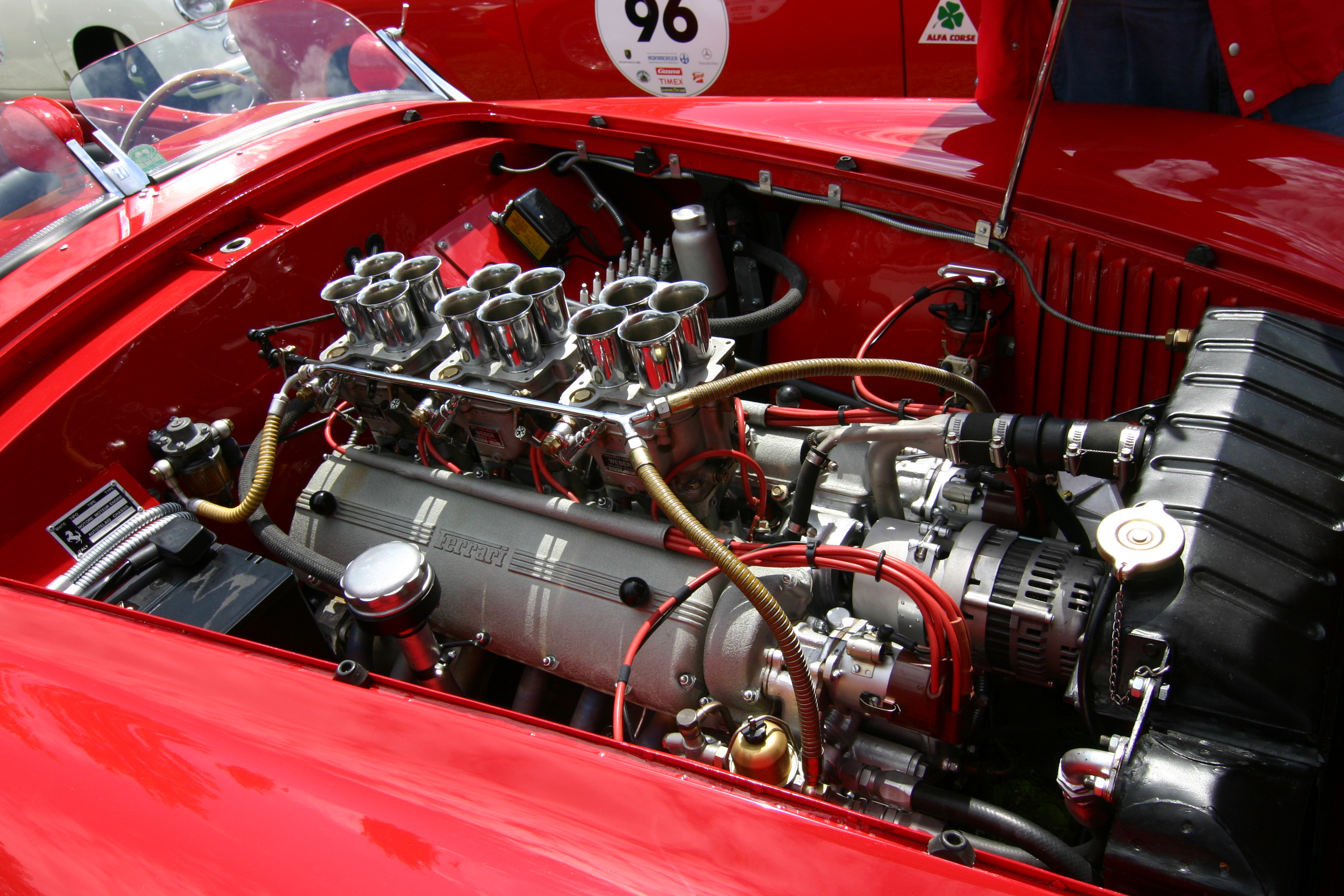
페라리 212 2.6 L 엔진

이탈리아 레냐노에서 태어난 콜롬보는 알파 로메오에서 자동차 디자이너 비토리오 자노 밑에서 일하기 시작했다. 1937년, 그는 알페타 용 158 엔진을 설계했고, 이를 계기로 엔초 페라리의 관심을 받게 되었다. 엔초 페라리는 콜롬보에게 페라리 브랜드의 경주용 및 일반 도로용 자동차를 위한 소형 V12 엔진을 설계해 달라고 요청했다. 그렇게 등장한 V12엔진인 페라리 콜롬보 엔진은 1947년 5월 11일에 처음 공개되었다. 페라리에서 콜롬보의 가장 성공적인 작품은 작은 1.5리터 V12로, 처음에는 티포 125, 159, 그리고 그 다음에는 페라리 166 S 스포츠카에 사용되었다. 이 엔진은 "콜롬보 엔진"으로도 알려져 있으며, 최대 4.8리터 배기량으로 40년 이상 동안  3.0리터 페라리 250 레이싱, 스포츠, GT 자동차 등 로드카와 내구 레이싱 차량을 위해 생산되었다.

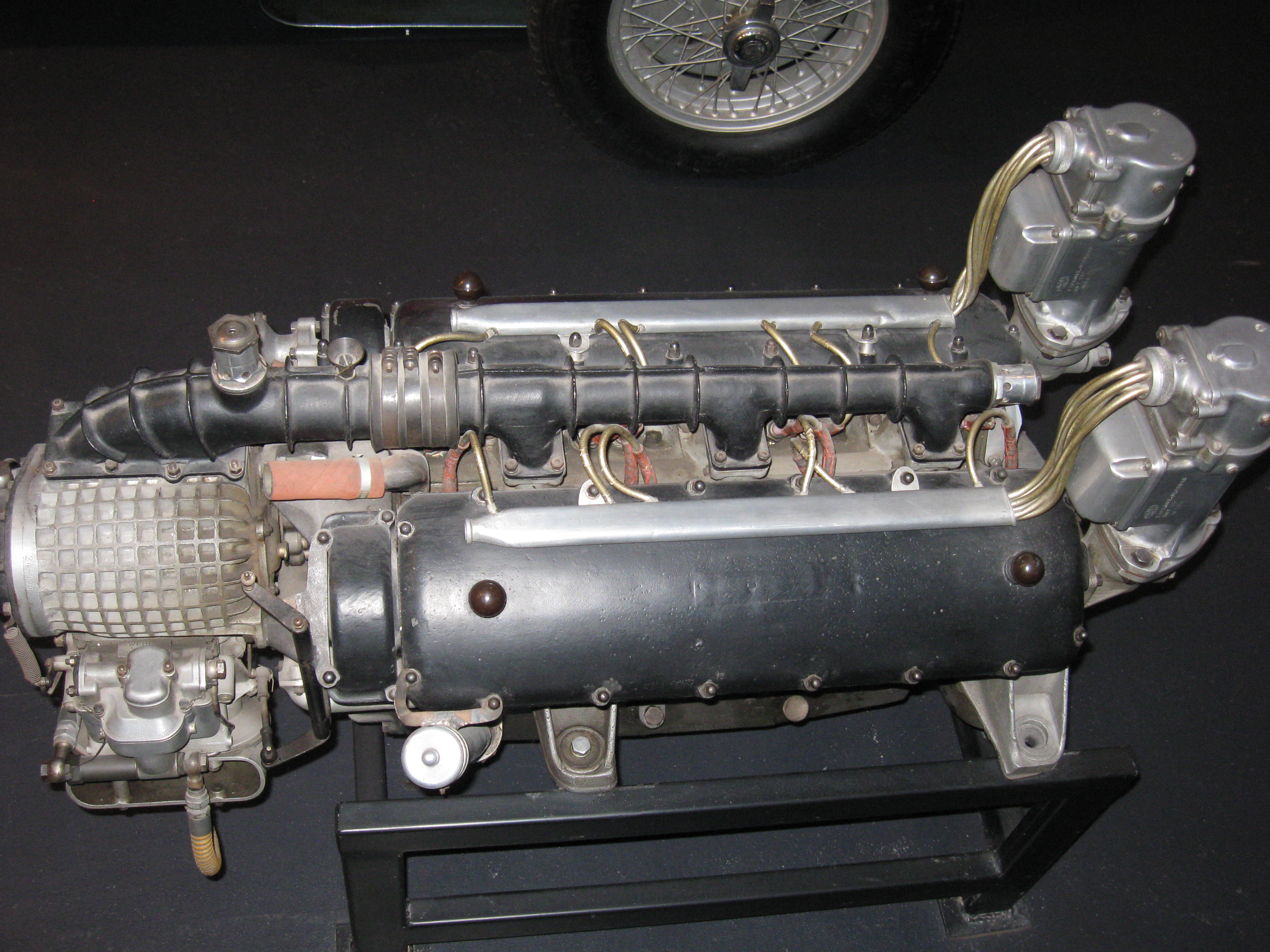
콜롬보의 슈퍼차저 125 F1 엔진

그러나 콜롬보의 엔진은 포뮬러 원 경주에서는 그다지 성공적이지 못했다. 166에서 초기의 놀라운 성공을 거둔 후, 이 엔진은 포뮬러 원에 사용하기 위해 슈퍼차저를 장착했지만, 성능이 좋지 않았다. 결과에 만족하지 못한 페라리는 동료 디자이너인 아우렐리오 람프레디를 데려와 콜롬보의 모델을 대체할 대형 자연흡기 V12 엔진을 개발하게 했다.
1950년 콜롬보는 페라리를 떠나 알파 로메오로 돌아와 회사의 레이싱 활동을 감독했는데, 그 해에 니노 파리나가 포뮬러 원 월드 챔피언십에서 우승했고, 1951년에는 후안 마누엘 판히오가 우승했다. 1952년 후반, 콜롬보는 마세라티로 이직하여 250F 그랑프리 자동차를 제작했다. 2년 후, 콜롬보는 당시 재착수했던 부가티로 가서 부가티 타입 251 개발에 참여했다. 그는 1957년부터 1970년까지 MV 아구스타에서 활동했다.